# Велики Стјењани
Велики Стјењани су насељено мјесто у Босни и Херцеговини у општини Бихаћ које административно припада Федерацији Босне и Херцеговине. Према попису становништва из 1991. у насељу је живјело 57 становника.

## Становништво
| Националност       | 1991. | 1981. | 1971. | 1961. |
| Срби               | 56    | 85    | 198   | 255   |
| Југословени        |       | 7     |       |       |
| Муслимани          | 1     |       |       |       |
| остали и непознато |       |       |       |       |
| Укупно             | 57    | 92    | 198   | 255   |

| Демографија | Демографија | Демографија |
| Година      | Становника  | Становника  |
| ----------- | ----------- | ----------- |
| 1961.       | 255         |             |
| 1971.       | 198         |             |
| 1981.       | 92          |             |
| 1991.       | 57          |             |